# 郑江
鄭江（1682年—1745年），字璣尺，號筠谷，浙江錢塘人。

## 生平
生於康熙二十一年（1682年），自幼孤貧，眇一目，家鄉商人張靜遠助其讀書。康熙五十七年（1718年）戊辰進士，為翰林院庶吉士，累升侍读。曾參修《明史》。雍正十三年（1735年）以右赞善出任山东乡试主考，同年任安徽學政。吴敬梓是其弟子。晚年以足疾告歸。卒於高宗乾隆十年（1745年）。著有《筠谷诗钞》七卷，《书带草堂诗文集》四十余卷，《春秋集义》二十卷，《诗经集诂》四卷，《礼记集注》四卷。

## 延伸阅读
[在维基数据编辑]

## 外部連結
- 鄭江 （页面存档备份，存于） 中研院史語所